# 川辺村 (京都府)
川辺村（かわべむら）は、京都府船井郡にあった村。現在の南丹市園部町の北東部、山陰本線・船岡駅の周辺にあたる。

## 地理
河川
- 桂川
- 大谷川 – 桂川の支流
- 河谷川 – 桂川の支流
- 古谷川 – 桂川の支流
- 大見谷川 – 桂川の支流
- 横尾川 – 陣田川→園部川を経て桂川に流入

## 歴史
- 1889年（明治22年）4月1日 - 町村制の施行により、高屋村・大戸村・佐切村・熊原村・越方村・船岡村の区域をもって発足。
- 1951年（昭和26年）4月1日 - 園部町に編入。同日川辺村廃止。

## 交通

### 鉄道路線
村域を日本国有鉄道の山陰本線が通過したが、駅は所在しなかった。船岡駅は当時は未開業。